# Abdullah oszmán herceg
Abdullah (Topkapı palota, Isztambul, 1523– Isztambul, 1526) I. Szulejmán oszmán szultán és Hürrem szultána harmadik gyermekeként, második hercegként született.

## Élete
Annyit lehet róla tudni, hogy nagyon fiatalon, hároméves korában halálosan megbetegedett. Az egyetlen olyan gyermeke volt a párnak, aki nem érte meg a felnőttkort.

## Fordítás
- Ez a szócikk részben vagy egészben  a(z)   Şehzade Abdullah című angol Wikipédia-szócikk fordításán alapul.  Az eredeti cikk szerkesztőit annak laptörténete sorolja fel. Ez a jelzés csupán a megfogalmazás eredetét és a szerzői jogokat jelzi, nem szolgál a cikkben szereplő információk forrásmegjelöléseként.